# 神奈川県の土地区画整理事業一覧
神奈川県の土地区画整理事業一覧（かながわけんのとちくかくせいりじぎょういちらん）は、
神奈川県内で実施中、また実施された土地区画整理事業の一覧である。

## 横浜市・川崎市
- 横浜市の土地区画整理事業一覧
- 川崎市の土地区画整理事業一覧

## 相模原市
相模原都市計画事業
- 相模原都市建設区画整理事業
- 相模大野駅周辺土地区画整理事業
- 下溝中丸特定土地区画整理事業
- 相原下九沢特定土地区画整理事業
- 田尻石橋特定土地区画整理事業
- 当麻宿地区土地区画整理事業
- 川尻大島界 - コピオ相模原インターショッピングセンター。緑区向原4丁目。
- 麻溝台・新磯野第一整備 - 農地が多かったが、相模原愛川インターチェンジ開通を契機に産業団地や住宅を創出。事業中。
- 南相模原第5 - 市街化が進んだため中止。

## 藤沢市
- 湘南ライフタウン 茅ヶ崎市茅ヶ崎都市計画事業堤地区土地区画整理事業、藤沢市西部土地区画整理事業
- 藤沢都市計画渋谷の里土地区画整理事業(藤沢市)
- 藤沢都市計画辻堂駅前土地区画整理事業
- 藤沢都市計画事業辻堂神台一丁目土地区画整理事業：個人  平成17～平成21
- 藤沢都市計画事業遠藤打越土地区画整理事業：組合  平成19～平成23
- 藤沢都市計画事業菖蒲沢境土地区画整理事業：組合  平成4～平成21
- 藤沢都市計画事業渡内東土地区画整理事業：平成17～平成20
- 藤沢都市計画事業渡内北部土地区画整理事業
- 藤沢都市計画事業柄沢特定土地区画整理事業：神奈川県藤沢市、昭和61～平成23
- 藤沢都市計画事業北部第二（三地区）土地区画整理事業：市  平成3～平成32

## 平塚市
- 平塚都市計画事業五領ケ台特定土地区画整理事業（東京急行電鉄湘南めぐみが丘）
- 平塚都市計画事業真田特定土地区画整理事業：神奈川県平塚市、平成6～平成21、組合施行
- 平塚都市計画事業ツインシティ大神地区土地区画整理事業、平成27年～

## 横須賀市
- 吉井池田土地区画整理事業
- 横須賀都市計画事業池上土地区画整理事業：組合  平成4～平成22

## 海老名市
- 海老名駅西口土地区画整理事業 - 平成24年～平成28年、ららぽーと海老名、グレーシアタワーズ海老名が建設された。
- 柏ケ谷土地区画整理促進区域
- 海老名運動公園周辺地区土地区画整理事業 - 海老名インターチェンジに近接し、産業団地の創出を目的として事業中。
- 星谷土地区画整理事業
- 上今泉土地区画整理事業 - 上今泉住宅地（上今泉など、昭和47～51年、相鉄不動産）
- 浜田土地区画整理事業 - 浜田住宅地（大谷など、昭和53～55年、相鉄不動産）
- 杉久保北部土地区画整理事業 - 南えびな杉久保住宅地（杉久保、昭和56～59年、相鉄不動産）
- 上今泉第二土地区画整理事業 - 上今泉住宅地（上今泉、昭和57～59年、相鉄不動産）
- かしわ台土地区画整理事業 - かしわ台住宅地（柏ケ谷、昭和58～60年、相鉄不動産）

## 厚木市
- 厚木都市計画事業下依知特定土地区画整理事業
- 厚木都市計画事業厚木愛名砂口第一特定土地区画整理事業
- 厚木都市計画事業森の里特定土地区画整理事業：神奈川県厚木市
- 厚木都市計画事業　船子土地区画整理事業：'80 ～'85	組合施行
- 厚木都市計画事業　厚木インター南土地区画整理事業：'80 ～'92、組合施行
- 厚木都市計画事業　林土地区画整理事業：'89 ～'05、組合施行

## 大和市
- 大和都市計画事業下鶴間山谷北土地区画整理事業：個人  平成19～平成20
- 大和都市計画事業下鶴間松の久保土地区画整理事業：組合  平成20～平成23
- 大和都市計画事業渋谷南部土地区画整理事業：大和市  平成5～平成23
- 大和都市計画事業渋谷土地区画整理
- 瀬谷・深見住宅地/鹿島土地区画整理事業(大和市深見、昭和41～44年、相鉄不動産)
- 南瀬谷住宅地/久田土地区画整理事業(大和市上和田・深見、昭和44～48年、相鉄不動産)

## 綾瀬市
- 綾瀬都市計画事業深谷中央特定土地区画整理事業
- 早川城山住宅地/綾瀬都市計画事業早川城山特定土地区画整理事業：綾瀬市、相鉄綾瀬(相鉄不動産）
- 長後上土棚住宅地/綾瀬市上土棚中村土地区画 整理事業(綾瀬市上土棚、平成7～10年、相鉄不動産)

## 伊勢原市
- 伊勢原都市計画事業串橋特定土地区画整理事業
- 伊勢原都市計画事業成瀬第一特定特定土地区画整理事業
- 伊勢原都市計画事業東高森特定土地区画整理事業
- 伊勢原都市計画事業東大竹特定土地区画整理事業
- 伊勢原都市計画事業比々多第一特定土地区画整理事業

## 秦野市
- 秦野都市計画事業秦野駅土地区画整理事業：神奈川県秦野市
- 秦野都市計画事業今泉台特定土地区画整理事業：神奈川県秦野市
- 秦野都市計画事業西大竹特定土地区画整理事業：神奈川県秦野市

## 南足柄市
- 南足柄都市計画事業まま下怒田特定土地区画整理事業：神奈川県南足柄市、平成5～平成22
- 南足柄都市計画事業岩原特定土地区画整理事業：神奈川県南足柄市
- 南足柄都市計画事業飯沢土地区画整理事業：神奈川県南足柄市、平成1～平成23
- 南足柄都市計画事業福泉・弘西寺特定土地区画整理事業：神奈川県南足柄市

## 小田原市
- 小田原都市計画事業下曽我特定土地区画整理事業：神奈川県小田原市
- 小田原都市計画事業久野特定土地区画整理事業：神奈川県小田原市
- 小田原都市計画事業小船森土地区画整理事業：組合  平成6～平成22
- 小田原都市計画事業東千代特定土地区画整理事業：神奈川県小田原市
- 小田原都市計画事業東富水特定土地区画整理事業：神奈川県小田原市
- 小田原都市計画事業豊川特定土地区画整理事業：神奈川県小田原市

## その他
- 開成町南部土地区画整理事業：組合  平成19～平成26
- 寒川町寒川駅北口土地区画整理事業：町  平成4～平成22
- 中井町 中井第４土地区画整理事業：'87 ～'91、組合施行
- 田奈土地区画整理事業
- 茅ヶ崎都市計画事業香川・下寺尾特定土地区画整理事業：神奈川県茅ヶ崎市,相鉄湘南みづき(相鉄不動産）
- 茅ヶ崎都市計画事業寒川駅北口地区土地区画整理事業